# Уличке Криве
Уличке Криве (слч. Uličské Krivé) насељено је мјесто са административним статусом сеоске општине (слч. obec) у округу Сњина, у Прешовском крају, Словачка Република.

## Становништво
| Година:    | 1994. | 2004.    | 2014.   | 2024.    |
| ---------- | ----- | -------- | ------- | -------- |
| Број људи: | 321   | 277      | 260     | 225      |
| Разлика:   |       | -13,70 % | -6,13 % | -13,46 % |

| Година:    | 2023. | 2024.   |
| ---------- | ----- | ------- |
| Број људи: | 236   | 225     |
| Разлика:   |       | -4,66 % |

Према подацима о броју становника из 2024. године насеље је имало 225 становника.